# Gaius Silius

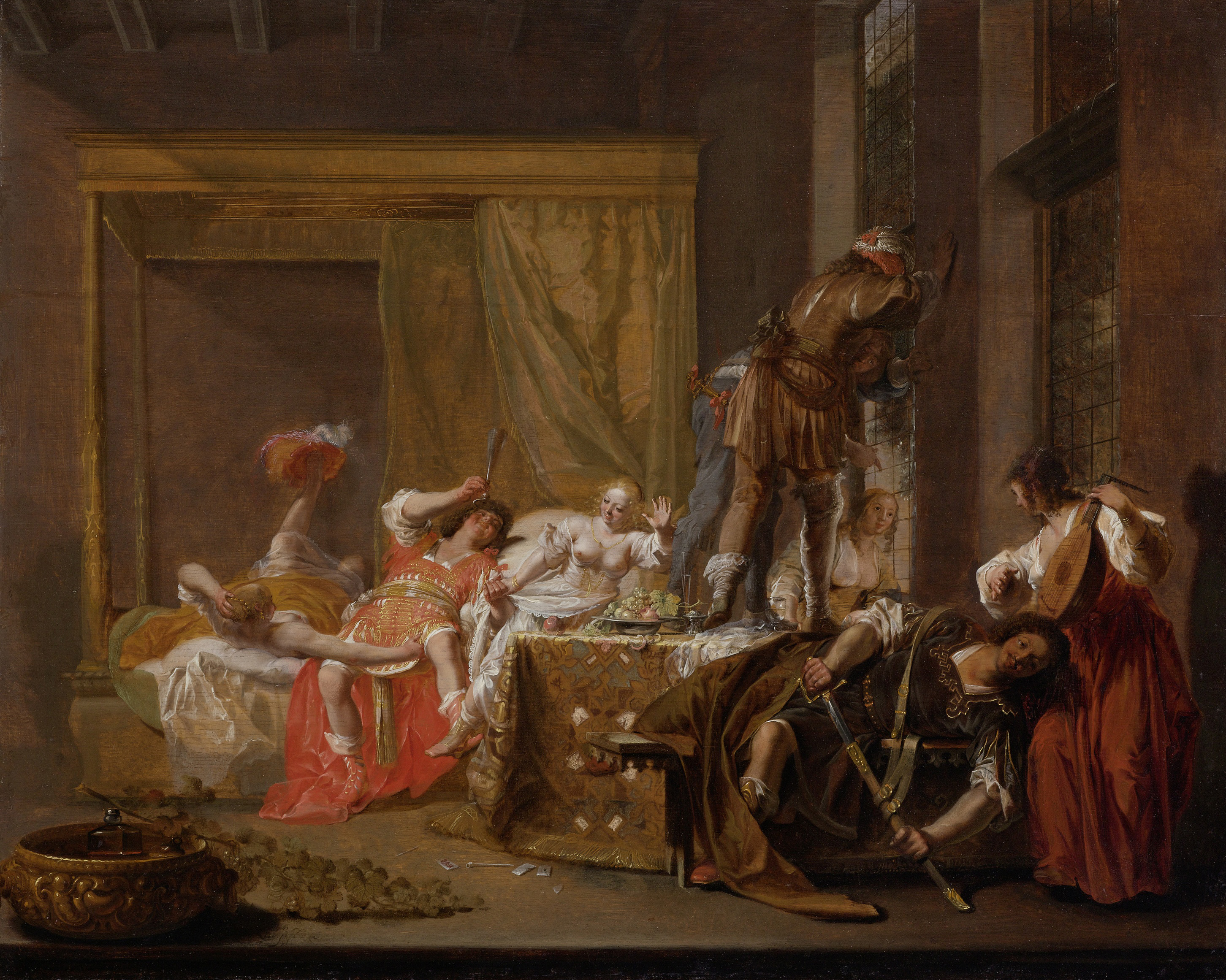
Scen från bröllopet mellan Messalina och Gaius Silius, av Nicolaes Knüpfer.

Gaius Silius, född år 13, död 48, var en romersk senator, som utsågs till att bli konsul år 49, men avrättades av kejsaren Claudius för sin affär med kejsarinnan Messalina.

## Biografi
Som son till Gaius Silius beskrivs Silius av antika källor som en intelligent, ädel och attraktiv man. Han hade gift sig med den aristokratiska Junia Lepida Silana, och hade blivit invald i senaten strax före år 47. Under det året krävde han i senaten efterlevnad av Lex Cincia, som förbjöd acceptans av pengar eller andra gåvor i utbyte mot rättsliga tjänster, i ett försök att bekämpa sin fiende, Publius Suillius Rufus, som åtalade många av Silius klienter. Senaten var överens om förslaget, men innan det hann tillämpas, hade de, som var tänkta att åtalas enligt denna lag, inklusive Suillius Rufus, framgångsrikt vädjat till Claudius att ändra lagen genom att införa en maximal avgift som kunde tas ut. Silius nominerades sedan som konsul år 48 (förmodligen för nästkommande år).
Genom att Silius hade bedårats av kejsarinnan Messalina, hade de blivit ett kärlekspar. Messalina tvingade honom att skilja sig från sin hustru för att gifta sig med henne, begå bigami och gifta sig inför vittnen, medan Claudius var i Ostia. Silius var barnlös och ville adoptera Britannicus. Narcissus avslöjade deras giftermål och komplott att döda Claudius. Kejsaren beordrade år 48 deras avrättning.
Silius före detta hustru, som han skilde sig från 47, Junia Silana, var vän till Agrippina. De två blev emellertid senare bittra rivaler, och hon förvisades, sannolikt på grund av intriger av Agrippina och dog senare på Tarentum år 59.